# Ministère public de la Confédération

Logo du MPC.

Le Ministère public de la Confédération (MPC) est l'organe d'investigation et accusateur public fédéral suisse. Il est compétent pour la poursuite de certains types d'infractions dirigés contre l'État fédéral ainsi que de procédures complexes concernant des affaires de criminalité internationale ou économique,. Il dépend du Département fédéral de justice et police.

## Type d'infractions poursuivies
Le code de procédure pénale énumère les infraction poursuivies par le Ministère public de la Confédération. On peut citer des infractions contre des magistrats et des fonctionnaires de la Confédération, l'activité de service de renseignements prohibé, faux monnayage, délits à l'explosif et infractions à la loi fédérale sur le matériel de guerre.
De plus, certaines lois fédérales spéciales attribuent des compétences au Tribunal pénal fédéral,,,,,.

## Procureurs généraux
Depuis l'instauration de l'État fédéral de 1848, la Confédération dispose d'un procureur général. À l’origine désigné par le Conseil fédéral, ce magistrat est élu depuis 2011 par l'Assemblée fédérale,. Les personnalités suivantes se sont succédé à ce poste :
- 1851-1852 : Paul Migy
- 1852-1856 : Jakob Amiet
- 1889-1899 : Jakob Albert Scherb
- 1899-1916 : Otto Kronauer
- 1916-1948 : Franz Stämpfli
- 1949-1955 : Werner Lüthi
- 1955-1957 : René Dubois
- 1958-1967 : Hans Fürst
- 1968-1974 : Hans Walder
- 1974-1989 : Rudolf Gerber
- 1990-1993 : Willy Padrutt
- 1994-1998 : Carla Del Ponte
- 2000-2006 : Valentin Roschacher
- 2007-2011 : Erwin Beyeler
- 2012-2020 : Michael Lauber
- Depuis 2021 : Stefan Blättler[12]

### Bases légales
- Code de procédure pénale suisse (CPP) du 5 octobre 2007 (état le 1er février 2020), RS 312.0, art. 23 et 24.
- Loi fédérale sur l’organisation des autorités pénales de la Confédération (LOAP) du 19 mars 2010 (état le 1er janvier 2019), RS 173.71.